# Wojciech Kowalczyk
Wojciech Kowalczyk (ur. 14 kwietnia 1972 w Warszawie) – polski piłkarz, który występował na pozycji napastnika, reprezentant Polski, srebrny medalista olimpijski z Barcelony, po zakończeniu kariery ekspert piłkarski w mediach sportowych.

## Kariera klubowa
Od najmłodszych lat związany z drużynami warszawskimi. Ukończył sześć klas szkoły podstawowej. Zaczynał w Olimpii, po czym przez kilka lat występował w Polonezie. W listopadzie 1990 r. trafił do warszawskiej Legii. Przełomowym wydarzeniem w karierze zawodnika był występ w rewanżowym meczu 1/4 finału Pucharu Zdobywców Pucharów z Sampdorią 20 marca 1991, w którym zdobył dwie bramki, zapewniając Legii awans do półfinału. Wkrótce trafił do reprezentacji Polski, w której zadebiutował 21 sierpnia 1991 w meczu ze Szwecją.
W 1992 wraz z olimpijską reprezentacją Polski wywalczył srebrny medal na Igrzyskach Olimpijskich w Barcelonie. Po przegranym dwumeczu z Hajdukiem Split – po którym Legii nie udało się awansować do Ligi Mistrzów – został wystawiony na listę transferową, a we wrześniu 1994 – w trakcie sezonu 1994/1995 – za 1 750 000 USD przeniósł się do hiszpańskiego Realu Betis. Później występował także w hiszpańskim UD Las Palmas (1998–1999), ponownie w Legii (2001) oraz na Cyprze w drużynach Anorthosis Famagusta (2001–2003) oraz APOEL Nikozja (2003–2004). W sezonie 2004/2005 niezwiązany z żadnym klubem. Od początku sezonu 2005/2006 występował w grającym w rozgrywkach A-klasy klubie AZS Absolwent UW Warszawa (wraz z innym byłym piłkarzem Legii – Krzysztofem Iwanickim).
Największe sukcesy odniósł w barwach Legii. Ogółem wystąpił w drużynie Legii w 151 meczach i zdobył 54 bramki. Wywalczył mistrzostwo Polski w 1994, 1995 i 2002, Puchar Polski i Superpuchar w 1994. W barwach drużyny Anorthosis Famagusta zdobył Puchar Cypru i tytuł króla strzelców ligi w 2002, a z kolei wraz z zespołem APOEL Nikozja – mistrzostwo Cypru w 2004 roku.
Uważany za błyskotliwego napastnika, świetnie spisywał się w meczach Legii, jednak nie udało mu się zrobić międzynarodowej kariery. Znany był z niepokornego charakteru. W 1993 po odebraniu Legii tytułu mistrza Polski zrezygnował na pewien czas z występów w drużynie narodowej. Dwukrotnie, w 1996 i 1997, wchodził w ostry konflikt z trenerem kadry narodowej Antonim Piechniczkiem. Uważa się, że najlepiej rozumiał się z trenerem Januszem Wójcikiem, z którym współpracował w olimpijskiej reprezentacji Polski (1991–1992), w Legii (1992–1993) oraz w reprezentacji Polski seniorów (1997–1999).
W 2018 został grającym menadżerem Klubu Towarzysko-Sportowego Weszło.

## Inna działalność
Wraz z dziennikarzem sportowym Krzysztofem Stanowskim napisał książkę „Kowal. Prawdziwa historia”. Początkowo była dostępna w odcinkach na łamach Przeglądu Sportowego i Tempa. W całości została wydana w 2003 roku nakładem wydawnictwa „Zysk i s-ka”. Książka wzbudziła wiele kontrowersji, gdyż autor szczerze ukazuje kulisy funkcjonowania środowiska piłkarskiego w Polsce. Popularność piłkarza, bezpośredniość, szczerość i jego cięty język sprawiły, że książka była jednym z bestsellerów w 2003 roku, a w 2012 została wznowiona nakładem wydawnictwa „Buchmann”.
Współpracował z redakcją stacji telewizyjnej o profilu sportowym Polsat Sport, w której zajmował się analizą i komentarzem wydarzeń piłkarskich. W 2017 roku telewizja Polsat zakończyła współpracę z Kowalczykiem, powodem tej decyzji były wulgarne wpisy piłkarza na Twitterze odnoszące się do spraw politycznych.
W 2018 roku rozpoczął publikację felietonów na portalu Weszło.com. W marcu tego samego roku rozpoczął współpracę z radiem internetowym Weszło FM, które przestało nadawać w lutym 2022 roku (sam Kowalczyk był jednym z uczestników audycji pożegnalnej). Kowalczyk współpracuje również z Kanałem Sportowym. W 2024 podjął współpracę z założonym przez Krzysztofa Stanowskiego Kanałem Zero.

## Reprezentacja Polski
W reprezentacji Polski w latach 1991–1999 wystąpił w 39 meczach, zdobył 11 goli. Ostatnią jego bramką była strzelona 10 lutego 1999 roku w zremisowanym 1:1 meczu z Finlandią. Była to zarazem 1000 bramka reprezentacji Polski w meczu oficjalnym (strzelił ją w 1. minucie spotkania).
| lp. | Data                 | Miejsce                | Przeciwnik | Rezultat | Rozgrywki       | Grał   | Uwagi              |
| --- | -------------------- | ---------------------- | ---------- | -------- | --------------- | ------ | ------------------ |
| 1.  | 21 sierpnia 1991     | Gdynia                 | Szwecja    | 2-0      | towarzyski      | 90'    | Gol                |
| 2.  | 11 września 1991     | Eindhoven              | Holandia   | 1-1      | towarzyski      | od 72' |                    |
| 3.  | 13 listopada 1991    | Poznań                 | Anglia     | 1-1      | elim. Euro 1992 | od 79' |                    |
| 4.  | 19 maja 1992         | Salzburg               | Austria    | 4-2      | towarzyski      | 90'    | Gol                |
| 5.  | 26 sierpnia 1992     | Pietarsaari            | Finlandia  | 0-0      | towarzyski      | od 55' |                    |
| 6.  | 9 września 1992      | Mielec                 | Izrael     | 1-1      | towarzyski      | 90'    |                    |
| 7.  | 23 września 1992     | Poznań                 | Turcja     | 1-0      | elim. MŚ 1994   | od 62' |                    |
| 8.  | 14 października 1992 | Rotterdam              | Holandia   | 2-2      | elim. MŚ 1994   | do 67' | Gol                |
| 9.  | 26 listopada 1992    | Buenos Aires           | Argentyna  | 0-2      | towarzyski      | 90'    |                    |
| 10. | 29 listopada 1992    | Montevideo             | Urugwaj    | 1-0      | towarzyski      | od 46' | Żółta kartka       |
| 11. | 1 lutego 1993        | Nikozja                | Cypr       | 0-0      | towarzyski      | 90'    |                    |
| 12. | 3 lutego 1993        | Ramat Gan              | Izrael     | 0-0      | towarzyski      | 90'    |                    |
| 13. | 27 października 1993 | Stambuł                | Turcja     | 1-2      | elim. MŚ 1994   | do 54' | Gol                |
| 14. | 17 listopada 1993    | Poznań                 | Holandia   | 1-3      | elim. MŚ 1994   | 90'    |                    |
| 15. | 9 lutego 1994        | Santa Cruz de Tenerife | Hiszpania  | 1-1      | towarzyski      | 90'    | Żółta kartka       |
| 16. | 23 marca 1994        | Saloniki               | Grecja     | 0-0      | towarzyski      | do 45' |                    |
| 17. | 4 maja 1994          | Kraków                 | Węgry      | 3-2      | towarzyski      | 90'    |                    |
| 18. | 17 maja 1994         | Katowice               | Austria    | 3-4      | towarzyski      | do 45' |                    |
| 19. | 17 sierpnia 1994     | Radom                  | Białoruś   | 1-1      | towarzyski      | do 45' |                    |
| 20. | 4 września 1994      | Ramat Gan              | Izrael     | 1-2      | elim. Euro 1996 | 90'    |                    |
| 21. | 25 kwietnia 1995     | Zabrze                 | Izrael     | 4-3      | elim. Euro 1996 | 90'    | Gol · Żółta kartka |
| 22. | 7 czerwca 1995       | Zabrze                 | Słowacja   | 5-0      | elim. Euro 1996 | do 45' |                    |
| 23. | 29 czerwca 1995      | Recife                 | Brazylia   | 1-2      | towarzyski      | do 63' |                    |
| 24. | 16 sierpnia 1995     | Paryż                  | Francja    | 1-1      | elim. Euro 1996 | do 61' |                    |
| 25. | 1 maja 1996          | Mielec                 | Białoruś   | 1-1      | towarzyski      | 90'    | kpt.               |
| 26. | 2 czerwca 1996       | Moskwa                 | Rosja      | 0-2      | towarzyski      | do 39' | kpt.               |
| 27. | 26 lutego 1997       | Goiânia                | Brazylia   | 2-4      | towarzyski      | od 46' |                    |
| 28. | 12 marca 1997        | Ostrawa                | Czechy     | 1-2      | towarzyski      | do 80' |                    |
| 29. | 2 kwietnia 1997      | Chorzów                | Włochy     | 0-0      | elim. MŚ 1998   | od 44' |                    |
| 30. | 6 września 1997      | Warszawa               | Węgry      | 1-0      | towarzyski      | 90'    |                    |
| 31. | 24 września 1997     | Olsztyn                | Litwa      | 2-0      | towarzyski      | do 69' | Gol                |
| 32. | 7 października 1997  | Kiszyniów              | Mołdawia   | 3-0      | elim. MŚ 1998   | do 60' |                    |
| 33. | 25 marca 1998        | Warszawa               | Słowenia   | 2-0      | towarzyski      | do 69' | Gol                |
| 34. | 22 kwietnia 1998     | Osijek                 | Chorwacja  | 1-4      | towarzyski      | do 79' |                    |
| 35. | 10 listopada 1998    | Bratysława             | Słowacja   | 3-1      | towarzyski      | do 81' | Gol · Gol          |
| 36. | 3 lutego 1999        | Ta’ Qali               | Malta      | 1-0      | towarzyski      | do 71' |                    |
| 37. | 10 lutego 1999       | Ta’ Qali               | Finlandia  | 1-1      | towarzyski      | 90'    | Gol                |
| 38. | 27 marca 1999        | Londyn                 | Anglia     | 1-3      | elim. Euro 2000 | od 68' |                    |
| 39. | 31 marca 1999        | Chorzów                | Szwecja    | 0-1      | elim. Euro 2000 | od 70' |                    |